# Lammeøre
Lammeøre (Stachys byzantina) er en staude med en busket vækst. Bladene er tykke og rynkede med et tæt, sølvgråt hårlag på begge sider. Planten bruges i haverne som bunddække.

## Beskrivelse
I begyndelsen danner planten en roset af grundstillede blade, og først senere ser man de blomsterbærende skud. De er opstigende til oprette og ofte forgrenede. Stænglerne er tæt behårede og firkantede i tværsnit. Bladene sidder modsat, og de er hele, tykke og lidt rynkede med rundtandet rand og et tæt, sølvgråt hårlag på begge sider.
Blomstringen sker i maj-juni, hvor man finder blomsterne siddende i endestillede aks, som består af kransstillede grupper af enkeltblomster. Blomsterne er uregelmæssige med rødviolette kronblade. Frugterne er kapsler med mange, små frø.
Rodnettet består af krybende, vandrette jordstængler og dybtgående hovedrødder, der bærer kraftige siderødder.
Højde x bredde og årlig tilvækst: 0,50 x 0,20 m (50 x 5 cm/år).

## Hjemsted
Arten er udbredt i Mellemøsten, Lilleasien og Kaukasus. Overalt foretrækker den voksesteder i fuld sol og med en tør, veldrænet jordbund.
Ved landsbyen Coflandere i Trabzon-provinsen, Tyrkiet, findes den langs vejkanter og i lyse krat sammen med bl.a.
Alm. Berberis, Figen, Nældetræ, Armensk Perlehyacint, Bleggul Kløver, Centaurea hypoleuca (en Knopurt-art), Echinops galaticus (en Tidselkugle-art), Farve-Visse, Filtet Soløje, Gul Reseda, Hede-Bjergmynte, Hvid Diktam, Hvid Stenurt, Karteuser-Nellike, Kirsebær-Kornel, Læge-Ærenpris, Middelhavs-Ene, Mispel, Phlomis russeliana (en Løvehale-art), Polejmynte, Pontisk Dafne, Prikbladet Perikon, Svaleurt, Sølv-Potentil og Tidlig Timian.

## Anvendelse
Planten bruges som bunddække og kant i bede med sommerblomster.
| Portal | Portal:Botanik |

## Note
1. ↑  Alper Uzun og Salih Terzioglu: ’’ Vascular Flora of Forest Vegetation in Altindere Valley’’ Arkiveret 9. december 2014 hos  Wayback Machine (engelsk)

## Eksterne links
- Naturbasen - Billeder og udbredelse i Danmark af Lammeøre
- Missouri Plants: Stachys byzantina Arkiveret 4. juni 2010 hos  Wayback Machine
- efloras.org: Stachys lanata (synonym for S. byzantina)